# La Pradella
La Pradella és un poble del departament d'Aude (França), que forma part del terme de La Pradella-Puillorenç
El poble, al costat del poble anomenat Lavanhac, es va fundar el segle xix com a resultat de la implantació d'activitats relacionades amb la força hidràulica del riu Boulzane: les filatures i les serradores. El 1904 es va construir un ferrocarril de Quilhan a Ribesaltes, passant per La Pradella, que el 1939 es va convertir en línia de viatgers.
El poble és la vora de Carretera, prop de la vila de Puillorenç a la qual s'arriba per un desviament.